# Dicrotrichura tricincta
Dicrotrichura tricincta is een kreeftachtigensoort uit de familie van de Deoterthridae. De wetenschappelijke naam van de soort is voor het eerst geldig gepubliceerd in 1989 door Huys.